# Giovanni de' Medici il Popolano

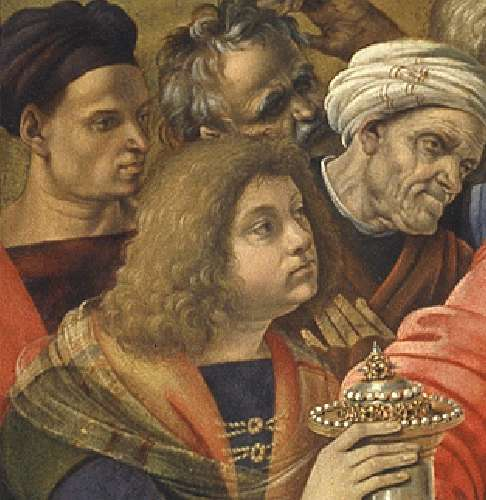
Portret van Giovanni il Popolano, detail uit de Aanbidding van de Heilige Drie Koningen van Filippino Lippi (Uffizi)

Giovanni de' Medici, bijgenaamd Il Popolano (Florence, 21 oktober 1467 — Santa Maria in Bagno, 14 september 1498) was een Italiaanse edelman van het Huis Medici van Florence. Hij was de zoon van Pierfrancesco di Lorenzo de' Medici, en daarmee lid van een secundaire tak van de familie, de Popolano's.

## Biografie
Giovanni was geboren in Florence. Na de dood van zijn vader (1476), kwam hij samen met zijn oudere broer Lorenzo (Il Popolano) onder voogdij van hun neven Giuliano de' Medici en Lorenzo de' Medici (Il Magnifico), en werden opgeleid door humanisten zoals Marsilio Ficino en Angelo Poliziano. Hun interesse voor klassieke studies en boeken werd gewekt, wat later leidde tot een grote bibliotheek van manuscripten en codices.
Later verslechterde hun verhouding met Lorenzo Il Magnifico. Deze had de erfenis van de Popolano's toegeëigend, in plaats van het eenvoudig te beheren. Na de dood van Il Magnifico, waren de broers tegenstanders van diens opvolger en zoon, Piero, die hen in april 1494 uit Florence verbande.
In november keerden Lorenzo en Giovanni in het spoor van Karel VIII tijdens de invasie van Frankrijk in Italië, terug in Florence. Piero was door een revolutie uit de stad verdrongen. Hun steun aan Girolamo Savonarola gaf hun de bijnaam Popolano's (populairen).
In 1497 huwde Giovanni Catherina Sforza, dame van Forlì en Imola. Zij hadden een zoon, gedoopt Ludovico. Deze zoon werd echter na de dood van Giovanni spoedig daarna door Catherina herdoopt als Giovanni. Onder de naam Giovanni delle Bande Nere werd hij de beroemde condottiero.